# Cattleya tigrina
Cattleya tigrina é encontrada do Rio de Janeiro até o Rio Grande do Sul, no Brasil. Planta com pseudobulbos eretos, cilíndricos e levemente sulcados de 50 centímetros de altura com duas folhas oblongas e elípticas. Inflorescência com cinco a oito flores que surgem entre as folhas. As flores, de seis centímetros de diâmetro com pétalas e sépalas de marrom ou púrpura a verde-amarelado intenso, surgem em dezembro. Labelo  trilobado com lóbulos laterais exteriormente brancos que cobrem a coluna. Lóbulo central pequeno, papiloso, de cor ametista. Sob o ponto de vista quimiotaxonômico, a espécie se caracteriza pela presença de fenantrenoquinonas, moléculas com reconhecida atividade anticâncer.
Em 1855, uma planta foi levada para a Europa pela firma belga Verschaffelt e descrita por Lemaire como variedade da Cattleya guttata Lindley, recebendo a denominação Cattleya leopoldi em homenagem ao rei Leopoldo I da Bélgica, um apaixonado admirador de orquídeas. Esta espécie, sabe-se hoje, é um sinônimo da Cattleya tigrina, classificada por Richard, sete anos antes. A descrição de Lemaire, por ser baseada em espécime de um orquidário comercial, recebeu muito maior divulgação que a descrição original de Richard, erro somente recentemete solucionado com o restabelecimento do nome correto devido a esta espécie.
Muitos taxonomistas consideram a Cattleya tigrina e em decorrência, também a Cattleya leopoldii, sinônimos da Cattleya guttata, da qual seria apenas uma variedade de maior interesse horticultural cuja permanência como espécie autônoma é perpetuada mais por hábito dos colecionadores do que por diferenças de comprovação científica.

## Distribuição
Seu habitat é constituído por estreita faixa de matas higrófilas, que serpenteiam por entre lagoas, banhados, dunas e pequenas elevações ao longo do litoral atlântico, desde São Lourenço do Sul, à beira da Lagoa dos Patos, no Rio Grande do Sul, até o litoral sul do Rio de Janeiro. A maior densidade populacional ocorria desde as cercanias de Porto Alegre até o litoral sul de Santa Catarina, estando, nos dias atuais, quase extinta na natureza.
A ação predatória radical deve-se ao fato da sua floração ocorrer justamente no início das férias de verão, durante a frenética corrida dos turistas em busca do litoral, movimento que garante aos mateiros um bom lucro com a venda das plantas em flor e também a morte da maior parte destas, pelo fato dos compradores não terem sequer a menor ideia de como cultivá-las.
Diversamente da Brasilaelia purpurata (Lindl.) Campacci, com quem compartilha seu habitat, ela avança por grandes distâncias para o interior, ao longo das margens dos rios e pelas brechas existentes nos contrafortes da Serra do Mar, sempre pela ação dos ventos dominantes que sopram do oceano para o continente, incursões nas quais é frequentemente acompanhada pela Cattleya intermedia Graham.

## Características e habitat
Trata-se de uma planta vigorosa, com pseudobulbos roliços, canelados, de espessura mediana a grossa, altura padrão entre 30 e 50 centímetros e até mais, em exemplares adultos que vegetam em locais mais sombrios, encimados por duas ou três folhas oblongas, coriáceas e grossas.
A inflorescência ostenta geralmente de seis a oito flores, número que pode elevar-se até 20, em casos excepcionais, como é o da Cattleya tigrina albescens "Cetro de esmeraldas". O colorido varia do verde-claro nos exemplares albinos ao marrom-avermelhado-escuro nas denominadas sanguíneas, passando pelo verde-garrafa, com ou sem pintas, nas pétalas e sépalas, com o tubo e o labelo desde o branco puro ao púrpura-imperial. Embora mais raras, existem cultivares albinas, cerúleas, suaves e trilabélias.
As flores, geralmente bem distribuídas no racemo floral, medem de 8 a 10 centímetros de diâmetro, podendo, excepcionalmente, atingir até 12 centímetros, sendo esta uma das características que a distinguem da Cattleya guttata, cujas flores, quase sempre em maior número, são bem menores.
Algumas variedades apresentam intensa emissão de aroma adocicado durante sua fase de floração.

## Clones e cultivares
Há algumas décadas a maioria dos orquidófilos sulistas, conhecidos por sua paixão devotada às espécies nativas da sua região, particularmente à Brasilaelia purpurata e à Cattleya intermedia, ricas em variedades horticulturais, justificavam um certo desinteresse pela Cattleya tigrina argumentando as dificuldades de cultivo, o porte avantajado e, principalmente, a escassez de variedades.
Efetivamente, na época existiam bem poucas cultivares cujo colorido diferia do típico. Entre elas a Albina "Dr. Kley" e a Aquinii "Tonico". Essa situação foi alterada quando o orquidófilo Arno Lange encontrou, no extremo sul do habitat, a Albescens "Lange", posteriormente rebatizada com a bela e sugestiva  denominação de "Cetro de esmeraldas", um clone maravilhoso que ainda hoje - mais de 20 anos decorridos - continua sendo objeto do desejo da maior parte dos colecionadores. Alguns anos mais tarde surgem a Vinicolor "Do ipê", Vinicolor "Sanga funda", Semi-alba "Sander" - esta trocada com o seu "achador" por seis plantas das Laelias purpuratas mais reputadas da época.
O grande alvoroço dos orquidófilos, no entanto, ficou por conta do achado das cerúleas, inicialmente por Sinval Dias da Rosa, depois por João Lirio Machado e, quase simultaneamente, pela dupla Rohde e Cardoso e, mais recentemente, por Milton Linhares e Marco Antonio Jungbluth. Momentos de emoção dos colecionadores ocorreram também com o achado de duas esplêndidas trilabélias: a Elammea "Gisele Borba" e a Aquinii "Denardin", encontradas por Jurandir Borba e João Denardin, respectivamente, no início da década de 80.
Mais recentemente coube a Arnaldo Siebel motivar ainda mais o interesse pela espécie, com o achado de semi-albas, suaves e lilácinas lindissimas. O mais surpreendente é que a maior parte desses clones únicos poderia simplesmente ter desaparecido para sempre, visto que as matas em que foram encontrados foram derrubadas para dar lugar a lavouras ou a pastagens ou simplesmente para transformarem-se em carvão.
O grande mérito do achado, além da beleza intrínseca das flores e da sua raridade, é, sem dúvida alguma, o grande potencial genético colocado à disposição dos melhoristas para a obtenção de progênies mais perfeitas em forma e em colorido.

## Cultivo
A espécie, como a maioria das epífitas, é xerófita, pois vive grande parte do tempo seca e está perfeitamente adaptada a essa situação, razão pela qual o seu cultivo deve ser conduzido de forma que as raízes não permaneçam encharcadas por muito tempo, o que explica sua preferência pelos "cachepots" de madeira, que satisfazem melhor suas necessidades de aeração, principalmente quando pendurados.
O substrato ideal, seja nas caixinhas ou em potes de cerâmica ou de plástico, sempre bem drenados, continua sendo a fibra de xaxim de boa qualidade, que pode ser substituída por pedaços de cascas como coco, peroba ou cortiça, puras ou misturadas ao saibro granítico graúdo. Este, em avançado estado de decomposição.
Pode ser cultivada ainda com sucesso, em pedaços de madeira roliça de casca grossa e rugosa, resistente ao apodrecimento, dado seu lento desenvolvimento e a sua aversão aos cortes ou a mudas freqúentes. Seu  crescimento é lento devido ao prolongado repouso de pós-floração, que ocorre de fins de Dezembro a meados de Janeiro, tornando a brotar somente sete ou oito meses depois.
Aprecia, quando apta a florir ou no estado adulto, fertilização foliar com NPK mais micronutrientes na relação 1-3-2. Ou seja, formulação comercial o mais próxima possível de 3-9-6, 4-12-8, 10-30-20 etc, em aplicações semanais ou quinzenais, quando inicia a brotação após o repouso.

## Reprodução
Torna-se difícil, dada a crônica falta de registros, precisar quem iniciou no país a propagação artificial da espécie, razão pela vamos falar apenas de quem, pela primeira vez, colocou à disposição do público "seedlings" de Cattleya tigrina.
Mais uma vez o pioneirismo coube a Rolf Altenburg, ao comercializar, lá pelos primórdios dos anos 60, a autofecundação da Cattleya guttata var. Leopoldi albina, cápsula produzida pelo seu amigo e representante no Rio Grande do Sul, Gerhardt Karl, orquidófilo portoalegrense, e obtida da autofecundação da cultivar albina "Dr. Kley".
Alguns anos mais tarde, o comerciante e exportador de orquídeas, Silfredo A. Birk, de Novo Hamburgo, repetiu a mesma autofecundação, comercializando os poucos "seedlings" que conseguiu obter.
Ao final da década de 1970, Arno Lange produziu a primeira cápsula de autofecundação da Albescens "Cetro de esmeraldas" utilizada em diversos cruzamentos com albas, semi-albas, cerúleas e tipos, possibilitando colocar à disposição do público, já no início dos anos 80, quase uma dúzia de cruzamentos de Cattleya tigrina. Hoje, existe uma farta produção de "seedlings" da espécie no Rio Grande do Sul.
Tem-nos surpreendido a procura tanto de "seedlings" como de cortes de Cattleya tigrina por parte dos orquidófilos norte-americanos, ingleses, japoneses e, mais recentemente, chineses. Esse interesse só vem comprovar que o melhoramento qualitativo das espécies nacionais pode torná-las bem mais desejadas por colecionadores de todo o planeta.

## Sinônimos
- Epidendrum elegans Vell., Fl. Flumin. 9: t. 12 (1831).
- Cattleya leopoldii Verschaff. ex Lem., Ill. Hort. 1(Misc.): 68 (1854).
- Cattleya guttata var. leopoldii (Verschaff. ex Lem.) Linden & Rchb.f., Pescatorea 1: t. 43 (1860).
- Epidendrum elatius var. leopoldii (Verschaff. ex Lem.) Rchb.f., Xenia Orchid. 2: 33 (1862).
- Cattleya guttata var. williamsiana Rchb.f., Gard. Chron. 22(2): 70 (1884).
- Cattleya guttata var. leopardina L.Linden & Rodigas, Lindenia 1: t. 19 (1885).
- Cattleya guttata subvar. immaculata Rchb.f., Gard. Chron., n.s., 26: 326 (1886).
- Cattleya sororia Rchb.f., Orchid Album 2: t. 307 (1888).
- Cattleya guttata var. purpurea Cogn., Dict. Ic. Orch., Cattleya: t. 15 A (1900).
- Cattleya leopoldii var. alba Fowlie, Orchid Digest 28: 68 (1964).
- Cattleya leopoldii var. leopardina (L.Linden & Rodigas) Fowlie, Orchid Digest 28: 69 (1964).
- Cattleya leopoldii var. williamsiana (Rchb.f.) Fowlie, Orchid Digest 28: 70 (1964).
- Cattleya leopoldii var. immaculata (Rchb.f.) Fowlie, Braz. Bifol. Cattleyas: 100 (1977).
- Cattleya tigrina var. immaculata (Rchb.f.) Braem, Cattleya Brazilian Bifoliate Cattleyas: 78 (1984).
- Cattleya tigrina var. leopardina (L.Linden & Rodigas) Braem, Cattleya Brazilian Bifoliate Cattleyas: 78 (1984).
- Cattleya tigrina var. purpurea (Cogn.) Braem, Cattleya Brazilian Bifoliate Cattleyas: 79 (1984).
- Cattleya tigrina var. williamsiana (Rchb.f.) Braem, Cattleya Brazilian Bifoliate Cattleyas: 79 (1984).
- Cattleya tigrina var. caerulea L.C.Menezes, Schlechteriana 4: 153 (1993).
- Cattleya leopoldii f. alba (Fowlie) M.Wolff & O.Gruss, Orchid. Atlas: 63 (2007).
- Cattleya leopoldii f. caerulea (L.C.Menezes) M.Wolff & O.Gruss, Orchid. Atlas: 63 (2007).
- Cattleya leopoldii f. immaculata (Rchb.f.) M.Wolff & O.Gruss, Orchid. Atlas: 63 (2007).